# Rede Portuguesa de Reservas da Biosfera

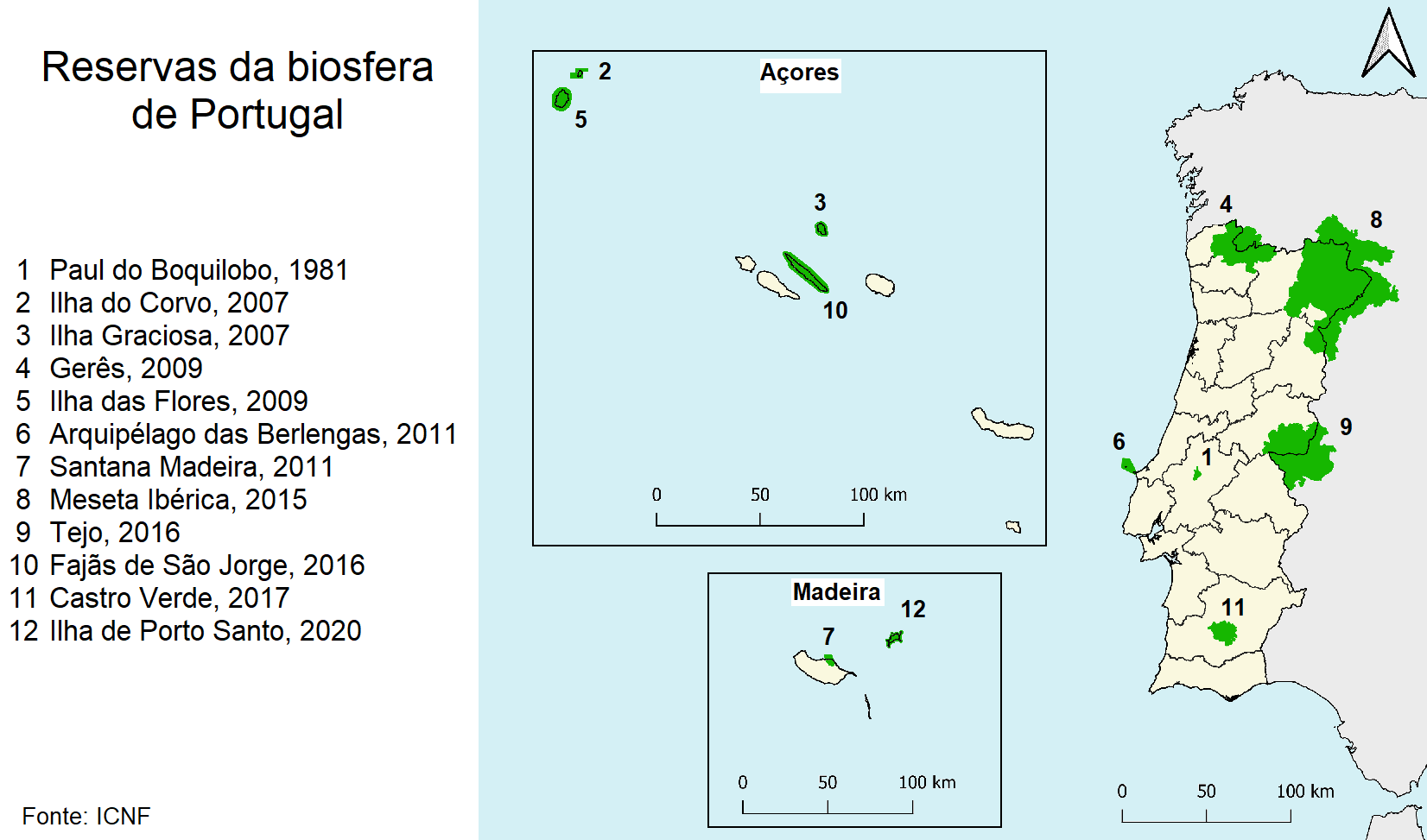
Carta das reservas da biosfera em 2020

A Rede Portuguesa de Reservas da Biosfera é uma rede institucional que congrega as doze reservas da biosfera em território português. Foi estabelecida em 2011 e as reservas que a integram são:
| #  | Reserva da biosfera                                                              | Região           | Ano  | Superfície(ha) |
| -- | -------------------------------------------------------------------------------- | ---------------- | ---- | -------------- |
| 1  | Reserva Natural do Paul do Boquilobo                                             | Centro, Alentejo | 1981 | 554            |
| 2  | Ilha do Corvo                                                                    | Açores           | 2007 | 25853          |
| 3  | Ilha Graciosa                                                                    | Açores           | 2007 | 12172          |
| 4  | Parque Nacional da Peneda-Gerês, integrado no sítio transfronteiriço Gerês/Xurés | Norte            | 2009 | 259496         |
| 5  | Ilha das Flores                                                                  | Açores           | 2009 | 59             |
| 6  | Arquipélago das Berlengas                                                        | Centro           | 2011 | 18502          |
| 7  | Santana Madeira                                                                  | Madeira          | 2011 | 15218          |
| 8  | Meseta Ibérica, integrado no sítio transfronteiriço                              | Norte            | 2015 | 1132606        |
| 9  | Tejo/Tajo Internacional, integrado no sítio transfronteiriço                     | Centro, Alentejo | 2016 | 428274         |
| 10 | Fajãs de São Jorge                                                               | Açores           | 2016 | 98114          |
| 11 | Castro Verde                                                                     | Alentejo         | 2017 | 56944          |
| 12 | Porto Santo                                                                      | Madeira          | 2020 |                |

A criação desta rede pretende constituir-se como plataforma para aprofundar o conhecimento entre os seus membros, e incentivar um maior intercâmbio de experiências e definir condições, métodos e metas de trabalho conjuntos para o futuro.
A rede encontra-se aberta à entrada de outras reservas da biosfera portuguesas que possam vir a fazer futuramente parte da Rede Mundial de Reservas da Biosfera da UNESCO.